# Сандански чинар
Санданският чинар е вековно дърво в град Сандански (Свети Врач), България, забележителност на града.

## Местоположеие
Чинарът е разположен между Епископския комплекс и Археологически музей в града.

## Описание
Възрастта на чинара е над 650 години, височината 13 m, а диаметърът 4,6 m. Дървото е от вида източен чинар. Под него е разположена Чешмата под чинара, която има забележителен мраморен релеф.